# محدودکننده

مقایسه برش‌دهنده نرم و سخت.

در الکترونیک، محدودکننده مداری است که به سیگنال‌های زیر توان ورودی یا سطح معین‌شده اجازه می‌دهد، بدون اثرگذاری روی آن عبور کند در صورتی‌که  تضعیف (پایین آوردن) می‌کند، محدودکننده نوعی  فشرده‌سازی دامنه پویا است. برش‌دهنده یک نسخه افراط‌آمیز از محدودکننده است.
محدودکنندگی فرایندی است که با استفاده از آن، می‌توان از دامنه یک سیگنال که بیش از یک مقدار از پیش تعیین‌شده‌ای است، جلوگیری کرد.
محدودکننده‌ها به عنوان یک وسیله ایمنی در صدای زنده و پخش برنامه‌ها هستند تا از وقوع قله‌های ناگهانی جلوگیری کنند. محدودکننده‌ها همچنین به عنوان حفاظت ویژه در سیستم‌های تقویت صدا (از جمله دستگاه صداآمیزی و تقویت‌کننده توان) و برای جلوگیری از اعوجاج ناخواسته یا خرابی بلندگو در بعضی تقویت‌کننده‌های بیس.

## انواع
محدود کردن می‌تواند به روش‌هایی برای محدود کردن حداکثر سطح یک سیگنال طراحی شده، اشاره کند. بهبود به منظور کاهش شدت از  برش‌دهنده، که در آن سیگنالی که از آن عبور می‌کند اگر از آستانه مشخصی فراتر رود، بریده می‌شود. برش‌دهنده نرم که به‌جای این‌که قله‌ها را برش دهد آن‌ها را پَخ می‌کند. محدودکننده سخت، نوعی  فشرده‌ساز سطح صوت با بهره متغیر است، که در آن بهره یک تقویت‌کننده خیلی سریع تغییر می‌کند تا مانع از عبور سیگنال از یک دامنه خاص یا یک محدودکننده نرم شود که از طریق فشرده‌سازی بهره بیشینه خروجی را کاهش می‌دهد.

## در تقویت‌کننده‌ها
تقویت‌کننده سازهای بیس و تقویت‌کننده‌های قدرت معمولاً مجهز به مدارهای محدودکننده برای جلوگیری از اضافه بار تقویت‌کننده قدرت و محافظت از بلندگوها هستند. آمپر گیتار برقی معمولاً محدودکننده ندارد.
از دیودهای PIN می‌توان در مدارهای محدودکننده استفاده کرد تا انرژی را به منبع را برگرداند یا سیگنال را برش داد.

## در رادیو FM
گیرنده رادیویی FM معمولاً حداقل دارای یک طبقه تقویت است که عمل محدودکننده را انجام می‌دهد. این طبقه یک سطح ثابتی از سیگنال را برای طبقهدمودولاتور FM فراهم می‌کند و اثر تغییر سطح سیگنال ورودی را به خروجی کاهش می‌دهد. اگر دو یا چند سیگنال به‌طور همزمان دریافت شوند، یک طبقه محدود کننده با کارایی بالا می‌تواند تا حد زیادی اثر سیگنال‌های ضعیف‌تر بر روی خروجی را کاهش دهد.

## در هوافضا و نظامی
برای رادیوهای دو طرفه نظامی و ارتباطات صوتی VHF هواپیما، محدود کننده صدا به عنوان یک وی‌اوجی‌ای‌دی شناخته شده‌است؛ که طراحی شده‌است تا با سطح بالایی از نویز پس زمینه در نزدیکی میکروفون کار کند.

## در تولید صدا
مهندسان مسترینگ غالباً از محدودکننده همراه با تغییر شکل بهره برای افزایش  بلندی صوت ضبط صدا در طی فرایند مسترینگ استفاده می‌کنند.